# Polsko-Luksemburska Izba Gospodarcza
Polsko-Luksemburska Izba Gospodarcza (PLIG) (ang: Polish-Luxembourg Chamber of Commerce) – organizacja dwustronna samorządu gospodarczego reprezentująca interesy gospodarcze zrzeszonych w niej polskich i luksemburskich przedsiębiorców w zakresie prowadzonej przez nich działalności gospodarczej, w szczególności wobec władz publicznych. Została zarejestrowana 10 stycznia 2019 pod numerem KRS 0000763962. Obejmuje zasięgiem działania obszar całej Polski i Luksemburga. Siedziba PLIG mieści się we Wrocławiu a regionalnie reprezentowana jest przez wyznaczonych członków Zarządu. Kierowana jest przez sześcioosobowy Zarząd, a organem kontrolnym i opiniującym jest trzyosobowa Rada Izby.

## Powołanie Izby
Inicjatywa powołania Polsko-Luksemburskiej Izby Gospodarczej pojawiła się w 2018 a jej głównym pomysłodawcą był Krzysztof Bramorski. 17 maja 2018 w Ambasadzie Luksemburga w Warszawie podczas zebrania założycielskiego podjęto uchwałę o założeniu PLIG, która wraz z innymi uchwałami i dokumentami niezbędnymi do założenia Izby została przyjęta 28 sierpnia 2018 w trakcie Walnego Założycielskiego Zgromadzenia. W Krajowym Rejestrze Sądowym Izba została zarejestrowana 10 stycznia 2019.